# سرتشتك (حومة بم)
سرتشتك (بالفارسية: سرتشتک) هي قرية تقع في إيران في منطقة مركزية ريفية. يقدر عدد سكانها بـ 24 نسمة بحسب إحصاء 2016.